# Liocypris grandis
Liocypris grandis foi uma espécie de crustáceo da família Cyprididae. Foi endémica da África do Sul.